# 汇源街道
汇源街道，是中华人民共和国河南省平顶山市鲁山县下辖的一个乡镇级行政单位。

## 行政区划
汇源街道下辖以下地区：
军王村、大王庄村、尖营村、王瓜营村、申庄村和赵庄村。